# 梅赛德斯-奔驰SLK级

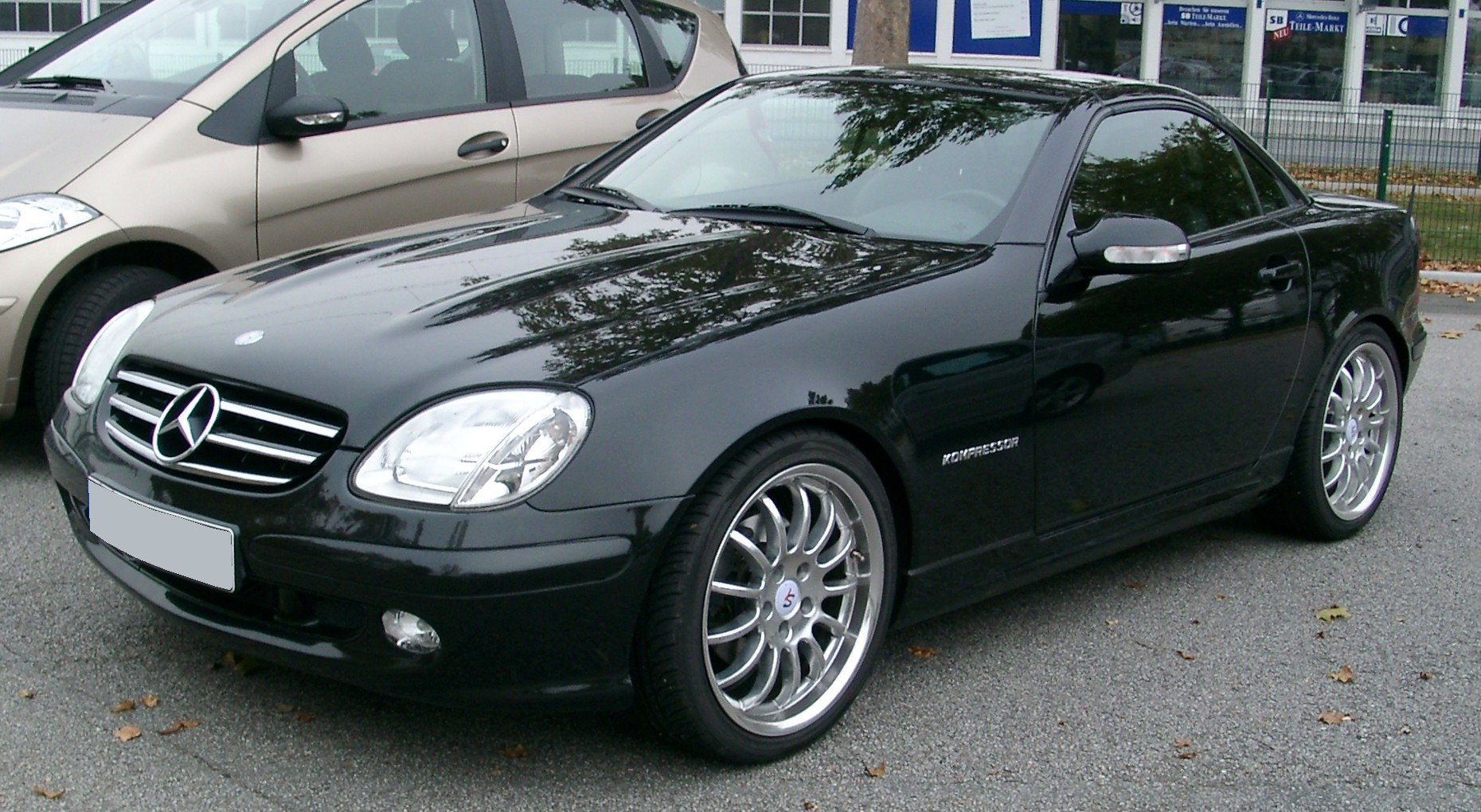
第一代SLK R170

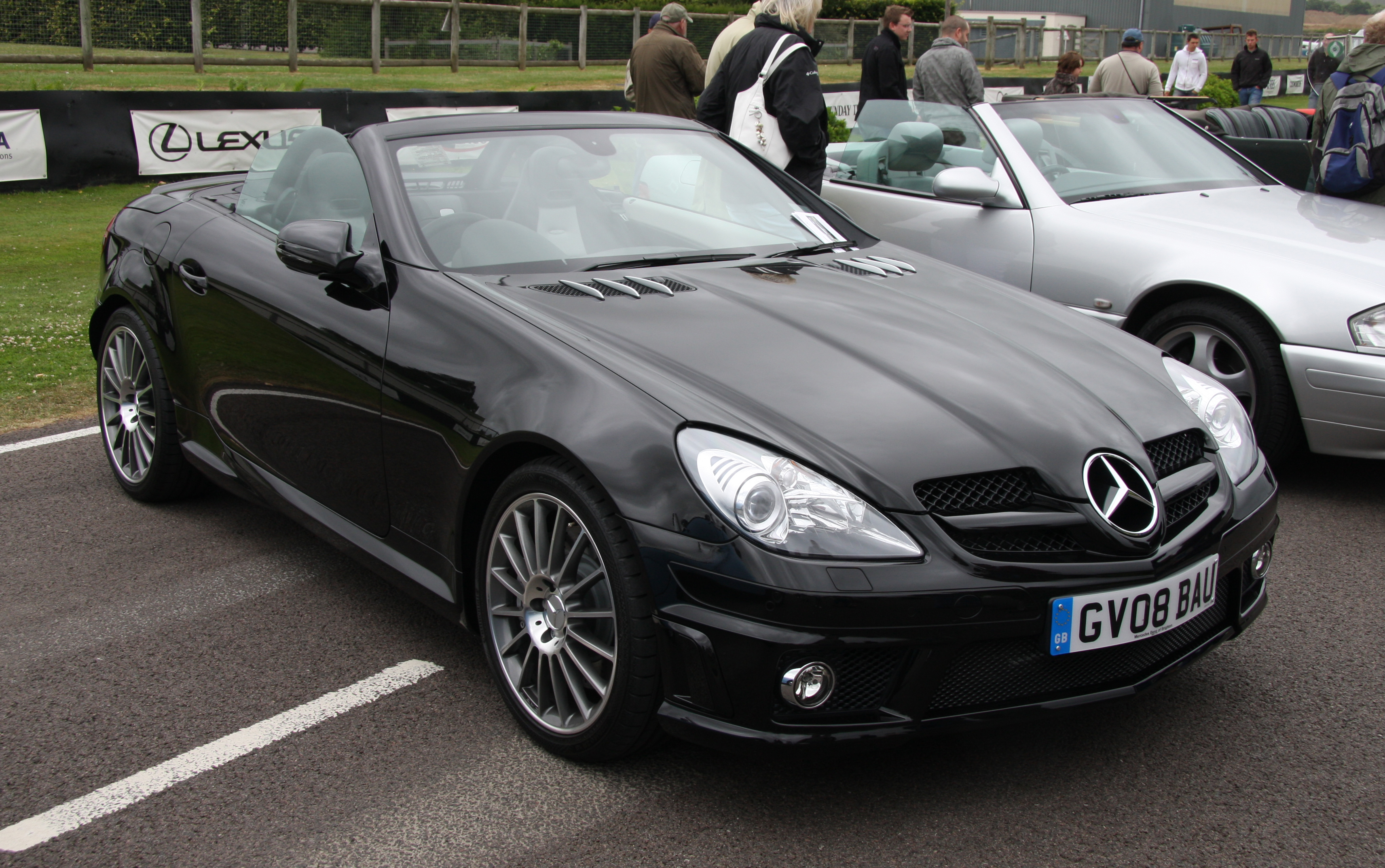
一輛SLK R171

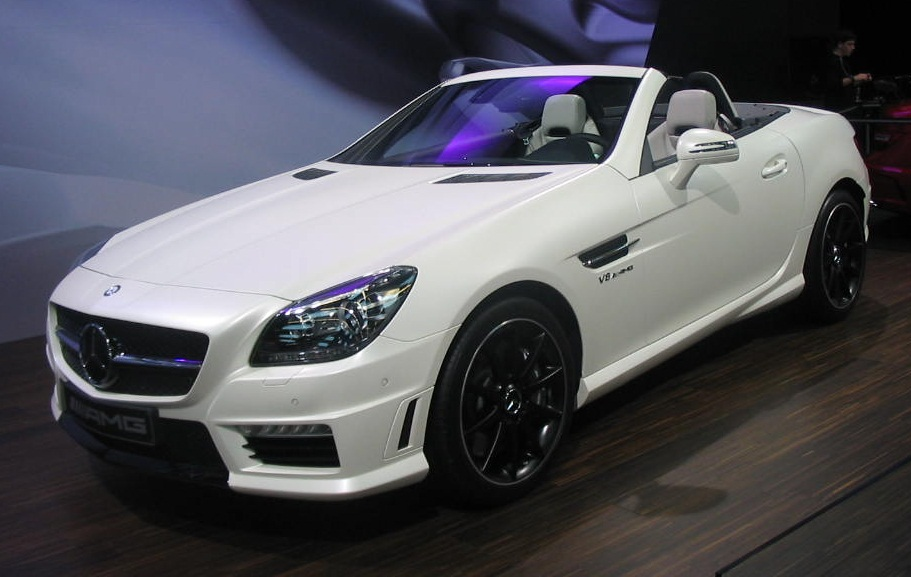
第三代SLK（R172）的頂級性能版本，SLK-55 AMG。攝於2012年蒙特婁國際車展中。

梅赛德斯-奔驰SLK级（德語：Mercedes-Benz SLK-Klasse）是梅賽德斯-賓士以梅賽德斯-奔馳C級為基礎衍生的三代小型雙座硬頂敞篷跑車系列；R170在1996年推出、2004年的R171，以及2011年的R172。
有別於SLK車系誕生時梅賽德斯-賓士產品線中另外的幾款廠篷車系，都還是使用軟篷式的車頂，SLK在1996年誕生時就已配備了當時非常稀有的機械自動起閉式硬頂，可說是此類車頂設計的先驅車種之一。作為最早一代的可伸縮硬頂敞篷車，SLK承襲了三菱3000GT Spyder，以及像是標緻206cc、凌志SC、龐帝克G6和克萊斯勒Sebring等其他硬頂敞篷。SLK電動敞篷最先在1994年的巴黎車展以SLK II概念車亮相。這輛於德國不萊梅生產的SLK在兩年後於歐洲銷售，又在1997年開始於美國販售。
車系名SLK的命名是源於該公司對敞篷跑車需同時具備「運動化、輕量化與短軸距化」的設計使命而來，即是德文「Sportlich, Leicht und Kurz」的縮寫。
自2016年第四代R173型號發布後，SLK級將按照該品牌通過的修訂命名法更名為梅賽德斯-賓士SLC系列（德語：Mercedes-Benz SLC-Class）。敞篷車在這個方案下使用「SL」為頭，在接上該車型於梅賽德斯-賓士層級所在階段的代碼。「SL」意旨運動輕量化（德語：sportlich leicht），並暗指長期生產的SL系列。隨後的是字母「C」—— 指SLC是相當於C系列的敞篷車。